# Oberrot
Oberrot település Németországban, azon belül Baden-Württembergben. Lakosainak száma 3576 fő (2023. december 31.).

## Népesség
| Lakosok száma | 2532 | 3613 | 3595 | 3556 | 3608 | 3576 |
|               | 1975 | 2017 | 2019 | 2021 | 2022 | 2023 |